# Promeritoconus lohmanderi
Promeritoconus lohmanderi är en mångfotingart som beskrevs av Karl Wilhelm Verhoeff 1943. Promeritoconus lohmanderi ingår i släktet Promeritoconus och familjen kejsardubbelfotingar. Inga underarter finns listade i Catalogue of Life.